# Topic (Nachrichtenblatt)
Topic ist ein monatlich erscheinendes, deutschsprachiges Informationsblatt mit christlich-fundamentalistischer Tendenz. Es ist prämillenarstisch und endzeitlich geprägt.

## Hintergrund
Topic wurde 1980 von Klaus Gerth gegründet und redaktionell geleitet. In den ersten zehn Jahren erreichte die Zeitschrift eine Auflage von monatlich ca. 10.000 Stück und konnte namhafte Abonnenten wie Axel Springer für sich interessieren. 1993 wurde die Zeitschrift von Ulrich Skambraks übernommen und weitergeführt. Nach eigenen Angaben möchte die Publikation gläubigen und bibeltreuen Christen Informationen zur Verfügung zu stellen. Die Schwerpunkte bilden dabei die Bereiche Politik, Religion, Gesellschaft, Wirtschaft, Kultur, Zeitgeschehen, Kreationismus und Christliche Wissenschaft.
Die laufenden achtseitigen, monatlich erscheinenden Ausgaben, können nur über ein Abonnement bezogen werden. Weiterhin ist eine Archiv-CD-ROM erhältlich. Teilweise können einzelne Artikel über die Christliche Hauskreisgemeinde eingesehen werden.

## Kritik
Die Freie Theologische Hochschule Gießen bezeichnete den Stil der Berichterstattung von Topic nach einer kritischen Berichterstattung über die Hochschule als „Desinformation von rechts“.